# Gerry Tolman
Gerry Tolman (Santa Monica, 12 februari 1953 - Calabasas, 31 december 2005) was een Amerikaans muziekproducent, gitarist en songwriter. Hij was meer dan twintig jaar lang muziekmanager voor Crosby, Stills & Nash en voor individuele leden ervan als Stephen Stills en Graham Nash.

## Biografie
Tolman speelde tijdens zijn highschooltijd in Los Angeles als gitarist in verschillende bandjes. Daarna studeerde hij telecommunicatie aan de University of Southern California en richtte hij zijn eigen bedrijf in filmproducties op.
Door CBS Records werd hij gevraagd om een promotiefilm te maken voor Stephen Stills die op dat moment zijn laatste hand legde aan het album Illegal Stills (1976). Ook speelde hij op dit album mee op de gitaar, evenals op enkele andere albums. Niet lang erna managete hij de tournee van The Stills-Young Band die op dat moment veel last had van uitval door ziekte. Ook sprong hij bij toen Neil Young het liet afweten tijdens een concert in Atlanta.
Toen Crosby, Stills & Nash in 1977 hun reüniealbum CSN opnamen, ondersteunde Tolman de band tijdens de opnames en de tournee die erop volgde. Ook speelde hij in 1979 en 1980 mee met de California Blues Band van Stills. Met Stills schreef hij ook enkele nummers, zoals voor het album Daylight again (1982) het openingsnummer Turn your back on love en Too much love to hide. Dit album was eerst voor het duo bedoeld dat Stills vormde met Graham Nash. Ondertussen sloot David Crosby zich ook weer bij hen aan.
De voortgang van het trio stagneerde in de jaren daarna toen Crosby verwikkeld raakte in meerdere rechtszaken vanwege drugs- en wapenbezit. Tolman produceerde vervolgens het album American dream (1988) en daarna samen met Nash de box CSN (1991) met vier cd's. Ook was hij sinds 1989 muziekmanager tijdens solojaren van Graham Nash. In 1999 produceerde hij het album Looking forward, in dit geval voor het viertal omdat ook Young weer deelnam.
Hij bleef actief voor de band(leden) tot hij eind december 2005 op 52-jarige leeftijd om het leven kwam door een auto-ongeval.
David Crosby · Stephen Stills · Graham Nash · Neil Young